# النموذج الاستنتاجي الطبيعي
النموذج الاستنتاجي-الطبيعي للتفسير العلمي، المعروف أيضًا بنموذج هيمبل، أو نموذج هيمبل–أوبنهايم، أو نموذج بوبر–هيمبل، أو نظرية قانون التغطية، هو دراسة رسمية للإجابة العلمية على سؤال «لماذا...؟». يطرح النموذج الاستنتاجي-الطبيعي التفسير العلمي كبنية استنباطية –تستلزم حقيقة فرضياتها حقيقة استنتاجها– وتتمحور على التنبؤ الدقيق أو نبؤة بعد الحدث للظاهرة المراد شرحها.
بسبب المشاكل التي تحد من قدرة البشر على تحديد السببية واكتشافها ومعرفتها، حُذفت هذه الأخيرة من الصيغ الأولية للنموذج الاستنتاجي-الطبيعي. كان يُعتقد أن السببية تُقدر تلقائيًا من خلال الاختيار الواقعي للفرضيات المشتقة من الظاهرة المدروسة اعتمادًا على الملاحظات البدئية بالإضافة إلى القوانين العامة. رغم ذلك، شمل النموذج الاستنتاجي-الطبيعي رسميًا عوامل غير ذات صلة بالسببية. بالإضافة إلى ذلك، أسفر الاشتقاق من الملاحظات والقوانين أحيانًا عن إجابات غير منطقية.
عندما فقدت الوضعانية المنطقية شعبيتها في ستينيات القرن العشرين، اعتُبر النموذج الاستنتاجي-الطبيعي بصورة عامة نموذجًا معيبًا أو غير كافٍ للتفسير العلمي. رغم ذلك، بقي نموذجًا مثاليًا للتفسير العلمي، ودقيقًا إلى حد ما عند تطبيقه على الفيزياء الحديثة. في أوائل الثمانينيات من القرن العشرين، أكدت مراجعة النموذج الاستنتاجي-الطبيعي على الخصوصية القصوى لأهمية الظروف والمسلمات المذكورة. بالإضافة إلى نموذج هيمبل الاستقرائي-الإحصائي، يشكل النموذج الاستنتاجي-الطبيعي نظرية قانون التغطية للتفسير العلمي، والتي تُسمى أيضًا نظرية التصنيف، من وجهة نظر نقدية.

## الأصول
يشبه تفسير أرسطو العلمي في الفيزياء النموذج الاستنتاجي-الطبيعي، وهو شكل مثالي للتفسير العلمي. يعكس إطار الفيزياء الأرسطية -الميتافيزيقا الأرسطية- بصورة أساسية منظور عالم الأحياء هذا، الذي وحّد المذهب الحيوي والغائية، باعتبارها أخلاقيات متأصلة في الطبيعة، وسط عزيمة الكيانات الحية التي لا يمكن إنكارها. مع ظهور المذاهب الكوبرنيكية، قدم ديكارت الفلسفة الآلية، ثم طرح نيوتن تفسيرًا شبيهًا بالقانون، إذ استبعد كل من ديكارت ونيوتن (بشكل خاص نيوتن) مفهوم الغائية من الفلسفة الطبيعية. في عام 1740، سلّط ديفيد هيوم الضوء على مشكلة الاستقراء، بطرحه لمفهوم شوكة هيوم، والتي اعتبرت أن البشر جاهلون بالسببية. سلط هيوم الضوء أيضًا على فجوة الحقيقة/القيمة، معتبرًا أن ما يحدث لا يكشف بحد ذاته عما يجب.
عام 1780، في مواجهة لتجريبية هيوم الراديكالية ظاهريًا، سلط إيمانويل كانت الضوء على العقلانية المتطرفة -التي تُنسب إلى ديكارت أو سبينوزا- وسعى إلى إيجاد حل وسط. استخدم كانت العقل لترتيب تجارب العالم بما فيه من مادة وفضاء وزمن، ووضعه جزءًا من الترتيب السببي للتجربة، مكتشفًا بذلك أن نظرية نيوتن للحركة صحيحة في مختلف الظروف، لكنه رأى أن معرفة جوهر الأشياء شيء مستحيل. جرد كانت العلم من الواقعية العلمية بهدف الحفاظ عليه. بهدف إحباط مهمة فرانسيس بيكون الاستقرائية لرفع ستار المظاهر والكشف عن النظرة النومينونية -الميتافيزيقية للحقائق النهائية للطبيعة- كلفت المثالية المتعالية لكانت العلم بنمذجة بسيطة لأنماط الظاهرة. بهدف الحفاظ على الميتافيزيقا أيضًا، وجدت هذه الفلسفة أن ثوابت العقل تحمل أيضًا حقائق أخلاقية عالمية، وأطلقت حركة المثالية الألمانية.
وجد أوغست كونت أن مشكلة الاستقراء لم تكن مهمة، لأن الاستقراء العددي يرتكز على التوجه التجريبي المتاح، ولا تُعَد النظرة العلمية حقيقة ميتافيزيقية. وجد كونت أن المعرفة البشرية تطورت من لاهوتية إلى ميتافيزيقية إلى علمية -المرحلة النهائية- رافضًا كلًا من اللاهوت والميتافيزيقيا لطرحها أسئلة دون إجابة وطرح إجابات لا يمكن التحقق منها. شرح كونت في ثلاثينيات القرن التاسع عشر فلسفة الوضعانية -أول فلسفة حديثة للعلم وهي فلسفة سياسية في الوقت ذاته- رافضًا التخمينات عن العناصر غير الجديرة بالملاحظة، وبذلك رفض البحث عن الأسباب. تتنبأ الوضعانية بالملاحظات وتؤكد التنبؤات وتنص على قانون يطُبق في هذا الصدد لصالح المجتمع البشري. من أواخر القرن التاسع عشر إلى أوائل القرن العشرين، امتد تأثير الوضعانية إلى جميع أنحاء العالم. في أثناء ذلك، أدخل الانتقاء الطبيعي لنظرية التطور ثورة كوبرنيكوس في علم الأحياء وأنتج أول بديل مفاهيمي للمذهب الحيوي والغائية.

## التطور
قدمت الوضعانية الكونتية العلم باعتباره وصفًا، ثم ظهرت الوضعانية المنطقية في أواخر عشرينيات القرن الماضي وطرحت العلم بصفته تفسيرًا، ربما لتوحيد العلوم التجريبية بصورة أفضل من خلال تغطية العلوم الأساسية -أي الفيزياء الأساسية- بالإضافة إلى العلوم الخاصة، مثل علم الأحياء وعلم النفس والاقتصاد وعلم الإنسان. بعد هزيمة الاشتراكية القومية مع اقتراب الحرب العالمية الثانية في عام 1945، تحولت الوضعانية المنطقية إلى صيغة تجريبية منطقية أكثر اعتدالًا. شكلت جميع أشكال الحركة، التي استمرت حتى عام 1965، الوضعانية المحدثة، التي تشارك في البحث عن البرهنة.
قاد علماء الوضعانية المحدثة حركة ظهور فرع من الفلسفة وهو فلسفة العلوم، التي تبحث في مثل هذه الأسئلة والجوانب النظرية والمعرفة العلمية. تأخذ الواقعية العلمية تصريحات النظرية العلمية بقيمتها الظاهرية، وبذلك توصف إما بخاطئة أو صحيحة -محتملة أو تقريبية أو فعلية. ينظر علماء الوضعانية المحدثة إلى اللاواقعية العلمية على أنها ذرائعية، معتبرين أن النظرية العلمية مجرد أداة للتنبؤ بالملاحظات ومسارها، أما البيانات المتعلقة بجوانب الطبيعة غير القابلة للرصد مبهمة أو مجازية لجوانبها المرصودة.
تلقى النموذج الاستنتاجي-الطبيعي بيانه الأكثر تفصيلًا وتأثيرًا من قبل كارل جي هيمبل، بدايةً في مقالته عام 1942 «وظيفة القوانين العامة في التاريخ»، وبشكل أكثر وضوحًا بالمشاركة مع باول أوبنهايم في مقالتهما عام 1948 «دراسات في منطق التفسير». اعتنق هيمبل الرائد التجريبي المنطقي وجهة النظر التجريبية الهيومية القائلة إن البشر يراقبون تسلسل الأحداث الحسية، وليس السبب والنتيجة، لأن العلاقات السببية والآليات السببية غير قابلة للرصد. يتجاوز النموذج الاستنتاجي-الطبيعي السببية إلى ما هو أبعد من فكرة الاقتران الثابت: أولًا حدث مثل A، ثم دائمًا حدث مثل B.
اعتبر هيمبل أن القوانين الطبيعية -النظاميات المؤكدة تجريبيًا- مُرضية، ومرتبطة بصورة واقعية بالسببية التقريبية. في مقالات لاحقة، دافع هيمبل عن النموذج الاستنتاجي-الطبيعي واقترح تفسيرًا احتماليًا بواسطة النموذج الاستقرائي-الإحصائي. يشكل كل من النموذج الاستنتاجي الطبيعي والنموذج الاستقرائي-الإحصائي -حيث يجب أن يكون الاحتمال مرتفعًا، مثل 50% على الأقل- معًا نظرية قانون التغطية، كما سماه الناقد ويليام دراي. يعتمد اشتقاق القوانين الإحصائية من القوانين الإحصائية الأخرى على النموذج الاستقرائي-الإحصائي. أطلق ناقد آخر، وهو يوري هنريك فون فريكت، على كل ما سبق اسم نظرية التصنيف.